# Kovářov (kraj południowoczeski)
Kovářov – miejscowość i gmina (obec) w Czechach, w kraju południowoczeskim, w powiecie Písek. W 2022 roku liczyła 1448 mieszkańców.